# جورج وليم وايتهيد
جورج وليم وايتهيد الابن (بالإنجليزية: George William Whitehead, Jr.) هو طوبولوجي ورياضياتي أمريكي، ولد في 2 أغسطس 1918 في بلومنجتون في الولايات المتحدة، وتوفي في 12 أبريل 2004.